# 라나 (노르웨이)

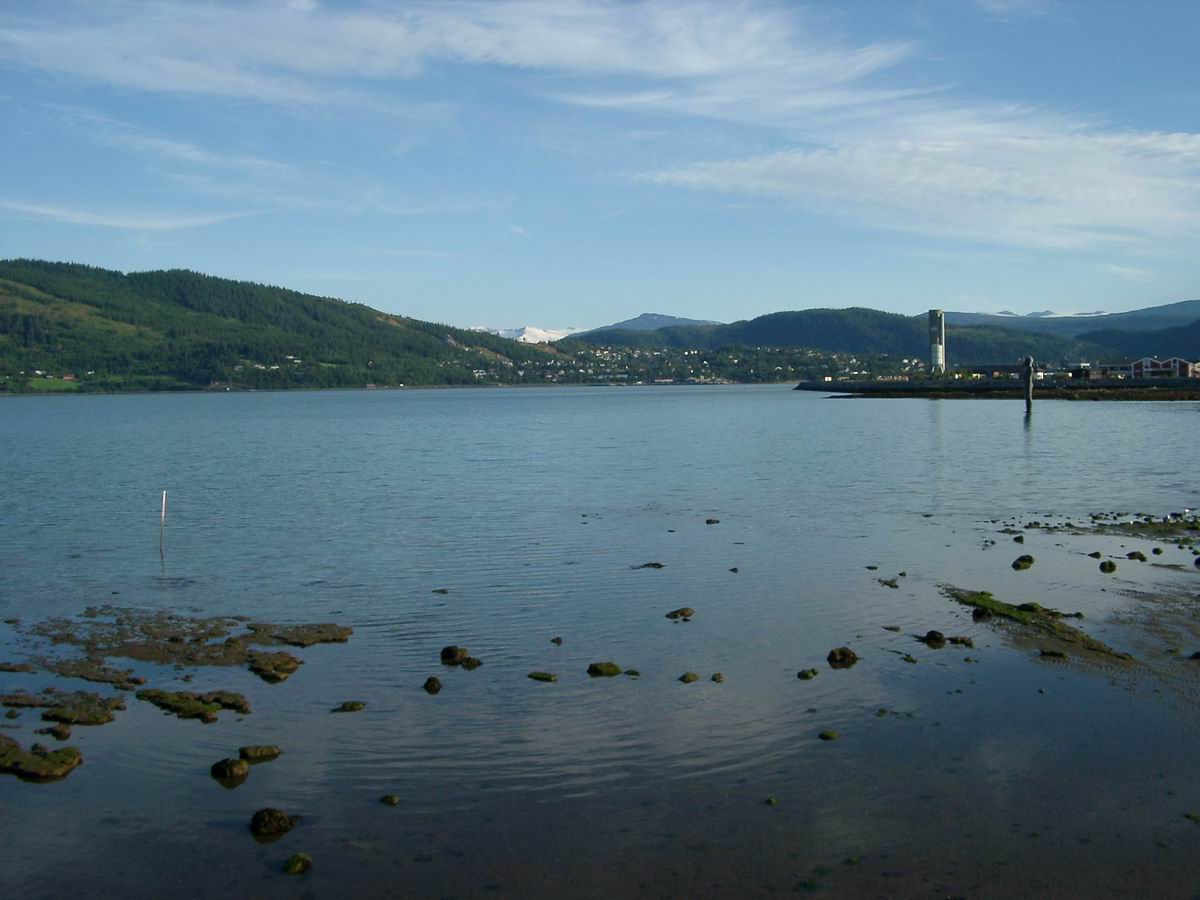

라나(Rana)는 노르웨이 노를란주의 도시이다.